# Norheimsund
Norheimsund är en tätort som utgör centralort i Kvams kommun i Vestland fylke i västra Norge. Tätorten hade 4 566 invånare 1 januari 2022 och ligger cirka 74 kilometer ifrån staden Bergen.
Norheimsund är ett handelscentrum i yttre Hardanger med omkring 50 butiker med utbud inom de flesta områdena. Norheimsund är också en trafikknutpunkt med färjelinjer till Utne och Odda och busslinjer till Bergen, Voss, Vikøy, Tørvikbygd, Jondal, Strandebarm och Kvinnherad. Norheimsunds centrum kallas i folkmun för Grova.  
Norheimsund ligger sju kilometer väster om tätorten Øystese, som tidvis har räknats som en del av tätorten Norheimsund, men som vid senaste tätortsavgränsningen på nytt räknas som en egen tätort. En av de mest kända forsarna i Norge, Steinsdalsfossen ligger väster om orten. 

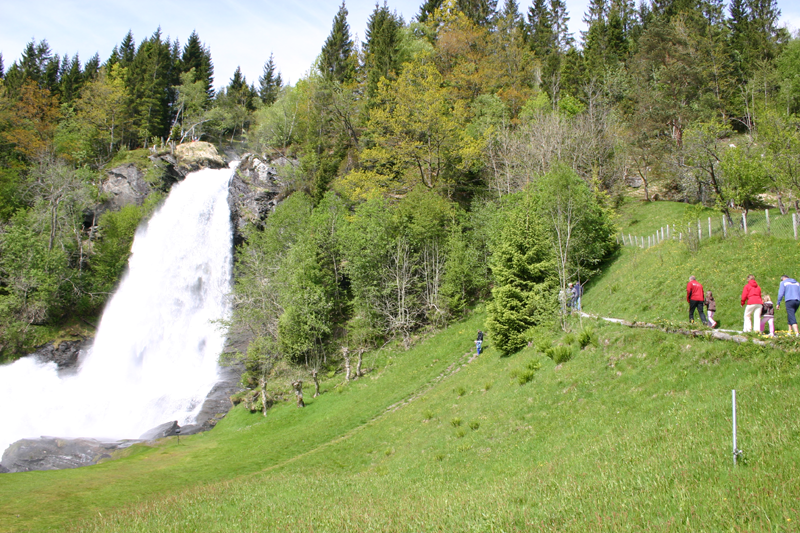
Stigen bakom Steinsdalsfossen.

## Befolkningsutveckling
- 2003: 2 112
- 2005: 2 146
- 2006: 2 087
- 2007: 2 058
- 2009: 2 132
- 2011: 2 187